# Rhynchium varipes
Rhynchium varipes är en stekelart som beskrevs av Perkins 1905. Rhynchium varipes ingår i släktet Rhynchium och familjen Eumenidae. Inga underarter finns listade i Catalogue of Life.